# L'apparenza delle cose
L'apparenza delle cose (Things Heard & Seen) è un film del 2021 scritto e diretto da Shari Springer Berman e Robert Pulcini.
La pellicola è basata sull'omonimo romanzo di Elizabeth Brundage.

## Trama
Nel 1980, Catherine Clare è una restauratrice d'arte che vive a Manhattan con il marito George e la figlia Franny. Con riluttanza scambia la vita a Manhattan con una casa remota nel piccolo villaggio di Chosen, New York, quando George trova lavoro come insegnante di storia dell'arte in un piccolo college. Si ritrova sempre più isolata ed il disturbo alimentare di cui soffre peggiora. Subito dopo essersi trasferita, trova una Bibbia di famiglia nascosta su uno scaffale in cucina. La prende e legge il lignaggio della famiglia solo per vedere che alcuni nomi sono stati cancellati con la parola "Dannato" scritta sotto. Presto inizia a vedere strane luci in casa e una di queste la porta a un anello antico bloccato nel davanzale della finestra della cucina. Catherine inizia a indossarlo. Franny sente anche la presenza di un essere spettrale nella sua stanza e urla di notte, volendo dormire con i suoi genitori, il che provoca una frattura. George invece manifesta da subito scetticismo.
A casa, Catherine assume Eddie e Cole Lucks, due fratelli che si offrono di aiutare in casa. George inizia invece una relazione segreta con Willis, una giovane donna che incontra in biblioteca. Di notte, Franny continua ad essere spaventata dalla casa, con l'apparizione spettrale di una donna che le appare di fronte. Al lavoro, la collega di George, Justine Sokolov, invita lui e Catherine a cena. Lei e Catherine legano e diventano amiche. Sulla via del ritorno a casa, George è allucinato dopo aver fumato dell'erba e guida la macchina in modo spericolato, sconvolgendo Catherine, la quale esce dall'auto seguita da George. Alla fine lui la spinge in un fosso lungo la strada, ferendola. Quando George si scusa con Catherine a casa nella stanza di Franny, la luce notturna di Franny esplode.
George fa una gita in barca con il suo capo dipartimento Floyd DeBeers e lo invita a casa per una bibita. Come Catherine, anche Floyd sente la presenza di un'anima e assicura a Catherine che lo spirito vuole solo aiutarla. Si offre di tenere una sessione spirituale. George e Catherine decidono di invitare i vicini e i suoi colleghi a una festa. Alla festa, Catherine scopre dall'agente immobiliare che i precedenti proprietari erano i genitori di Eddie e Cole, e che sono morti per un omicidio-suicidio. Una furiosa Catherine litiga con George dopo la festa in cui lo affronta sulle origini della casa. Mentre discutono, una radio nella loro casa inizia a suonare ad alto volume, non si ferma finché George non la distrugge. Catherine gli chiede di portare Franny a casa dei suoi genitori per il fine settimana.
Mentre George è via per il fine settimana con Franny, Catherine e Floyd tengono una seduta spiritica durante la quale vedono il fantasma di Ella, la madre di Eddie e Cole. Floyd dice a Catherine che c'è un altro spirito nella casa che impedisce a Ella di comunicare con loro e che Catherine dovrebbe stare attenta fino a quando gli spiriti sconosciuti non vengono rivelati. Mentre restituisce alcuni libri in biblioteca, Catherine scopre il legame di Willis con George e apre un conto bancario separato. Durante una gita con gli studenti al MET di New York, Justine si unisce a George dove incontra il suo relatore di tesi. Il docente è sospettoso che George sia stato assunto come professore poiché non gli ha dato una lettera di raccomandazione. Il giorno successivo, Floyd dice a George che il relatore lo ha chiamato e ha affermato di non aver mai scritto una raccomandazione per George. George ammette a Floyd di aver falsificato la lettera di raccomandazione e programma un incontro per spiegare la situazione.
Mentre trascorre le vacanze con la famiglia di George, Catherine si rende conto che i dipinti che George aveva spacciato per suoi sono stati in realtà dipinti da suo cugino che era annegato in un incidente in barca e che George era ossessionato da lui. George inizia a sentire le voci dello spirito maligno in casa. Durante un giro in barca con Floyd, George cerca di convincere Floyd a non dire alle risorse umane del suo inganno, ma fallisce. Pensando alle conseguenze che avrebbe dovuto affrontare, George uccide Floyd. Sulla via del ritorno alla sua macchina, è completamente fradicio e incontra Justine, che lo affronta sulla sua relazione con Willis e anche sulla falsificazione della raccomandazione da parte del suo relatore di tesi, avvertendolo che dirà tutto al più presto, andando via sulla sua auto. George inizia un inseguimento in macchina e tampona Justine facendola finire fuori strada, ferendola gravemente e lasciandola in coma.
Catherine cerca di lasciare George, ma lui la seda e in seguito la uccide con un'ascia. Fingendo di trovare il suo corpo il giorno successivo, tenta di incastrare Eddie, che si era avvicinato a Catherine e nutre sentimenti per lei. La polizia è in realtà convinta che George l'abbia uccisa. L'anima di Catherine unisce le forze con Ella e risvegliano Justine dal suo coma mentre le mostrano tutto ciò che George aveva fatto. Justine parla con la polizia e lascia un biglietto per George informandolo che ricorda quello che è successo.
George prende la barca del cugino defunto per cercare di scappare, ma arriva una tempesta. Un buco per l'inferno si apre nell'oceano, inghiottendo George e replicando la scena vista in un dipinto che appare in precedenza nel film.

## Produzione

### Cast
A settembre 2019 fu reso noto che Amanda Seyfried si era unita al cast del film e che sarebbe stato scritto e diretto da Shari Springer Berman e Robert Pulcini e distribuito da Netflix. Nell'ottobre successivo anche James Norton, Natalia Dyer, Rhea Seehorn, Alex Neustaedter e F. Murray Abraham entrarono a far parte del cast del film.

### Riprese
Le riprese principali si sono svolte nello Stato di New York e a New York City nell'autunno 2019.

## Promozione
Il trailer è stato pubblicato il 1º aprile 2021.

## Distribuzione
Il film è uscito sulla piattaforma di streaming Netflix il 29 aprile 2021.

## Accoglienza

### Critica
Sull'aggregatore di recensioni Rotten Tomatoes il film ottiene il 39% delle recensioni professionali positive, con un voto medio di 5,2 su 10 basato su 87 critiche; mentre su Metacritic ha un punteggio di 48 su 100 basato su 22 recensioni.